# Neanotis latifolia
Neanotis latifolia är en måreväxtart som beskrevs av Debendra Bijoy Deb och Rasa Moy Dutta. Neanotis latifolia ingår i släktet Neanotis och familjen måreväxter. Inga underarter finns listade i Catalogue of Life.